# Кирилл (Катерелос)
Митрополит Кири́лл (греч. Μητροπολίτης Κύριλλος, в миру Эва́нгелос Катере́лос, греч. Ευάγγελος Κατερέλος; род. 21 ноября 1956, Ламия) — архиерей Константинопольской православной церкви, митрополит Кринийский (с 2021), патриарший экзарх Мелитской епархии (с 2021), доктор церковной истории, профессор богословского института Афинского университета.

## Биография
Изучал право, филологию и богословие в Афинском университете. Затем получил степени магистра Страсбургского университета, а также доктора богословия Фессалоникийского и Фрибургского университетов.
В 1983 году был хиротонисан во диакона и пресвитера митрополитом Никопольским Мелетием (Каламарасом). Наречён в честь святителя Кирилла Александрийского. Состоял приходским священником Никопольской, Фивской и Германской митрополий.
В 1998 году стал профессором в Богословской школе Афинского университета.
7 февраля 2008 года решением Священного Синода Константинопольской православной церкви был избран епископом Авидским, викарием Константинопольской архиепископии, c оставлением в должности профессора Афинской богословской школы.
24 февраля 2008 года состоялось его хиротония во епископа Авидского. Хиротонию совершили: митрополит Никопольский Мелетий (Каламарас), митрополит Никейский Алексий (Врионис), митрополит Мириофитский Ириней (Иоаннидис), митрополит Мирликийский Хризостом (Калаидзис) и митрополит Сидирокастронский Макарий (Филофеу).
В августе 2013 года был избран председателем Общества по изучению церковного права восточных церквей, действующего с 1971 года при Венском университете.
С 2018 года входит в состав редакционного совета научного журнала «Труды и переводы», издаваемого Санкт-Петербургской духовной академией.
27 июля 2020 года стал профессором кафедры социальной теологии и религиоведения богословского института Афинского университета.
16 февраля 2021 года решением Священного синода был избран митрополитом Кринийским, а также возглавил созданный тогда же Патриарший экзархат Мальты.

## Критика трудов
Статья епископа Кирилла «Украинская автокефалия», опубликованная в сборнике «Δωδεκάνησος», была подвергнута критике со стороны митрополита Илариона (Алфеева)[значимость факта?].